# Самообразование
Автодидактизмът (на английски: autodidacticism) е понятие, което се използва за назоваване на самообучение или обучение, насочено към самия себе си.
Автодидактизмът се характеризира с ентусиазъм за самообучение и висока степен на самомотивация. Много рядко хората се стремят да разширят познанията си извън рамките на конвенционалното образование, затова самоуките хора се отличават от останалите, тъй като внасят нови перспективи в обучението.
Човек може да стане самоук във всеки един момент от своя живот. Човек, обучаван по конвенционален начин в дадена специфична сфера, може да избере да се самообучава в друга, съвсем различна сфера. Доказано е, че самообучението или обучението, насочено към самия себе си, невинаги е самостоятелен процес, прекарван в самота и спокойствие. Някои самоуки хора прекарват дълго време в библиотеки или образователни уеб сайтове.
От особена важност е постоянното желание за учене и подходящите действия за постигане на тази цел. Едва когато те присъстват развити в достатъчна степен е възможен автодидактизмът. Самоукият човек не само се възползва от всяка благоприятна възникнала възможност да научи нещо, той я поражда. Превръща ученето в активна дейност; учи заради самото учене, това е възнаграждението му. Автодидактизмът е избирателно учене – самообучаващият се знае какво иска да научи и защо. Именно тук може да се прояви основният недостатък при автодидактизма – ученето не е систематично, не се ръководи от учебна програма, както в учебно заведение. Затова се създават празнини в знанието. Друг съществен недостатък на автодидактизма е реалната опасност процесът на учене да се превърне в самоцел и да се стигне до хаотично усвояване на знания, което при липсата на преподавател значително забавя процеса на учене.